# Елово-широколиственный лес на левом берегу реки Болденки
Елово-широколиственный лес на левом берегу реки Болденки — государственный природный заказник (комплексный) регионального (областного) значения Московской области, целью которого является сохранение ненарушенных природных комплексов, их компонентов в естественном состоянии; восстановление естественного состояния нарушенных природных комплексов, поддержание экологического баланса. Заказник предназначен для:
- сохранения и восстановления природных комплексов;
- сохранения местообитаний редких видов растений, лишайников и животных.

Заказник основан в 1989 году. Местонахождение: Московская область, городской округ Истра, сельское поселение Новопетровское, между деревней Бодрово и автодорогой МБК. Заказник состоит из пяти участков: участок № 1 расположен к востоку от автодороги МБК, в непосредственной близости, и к западу от деревни Бодрово, в непосредственной близости; участки № 2—5 расположены в 0,2 км к юго-востоку и в 1,2 км к югу от деревни Бодрово и разделены автомобильными дорогами «Савельево — МБК», «Савельево — МБК» — Бодрово, а также грунтовой дорогой без названия. Общая площадь заказника составляет 369,75 га (участок № 1 — 252,61 га, участок № 2 — 75,37 га, участок № 3 — 1,94 га, участок № 4 — 5,95 га, участок № 5 — 33,88 га). Участок № 1 включает квартал 64 (целиком) Октябрьского лесотехнического участка Савельевского участкового лесничества Истринского лесничества; участки № 2—5 расположены в квартале 10 Новопетровского лесотехнического участка Савельевского участкового лесничества Истринского лесничества и разделены указанными автомобильными дорогами.

## Описание
Территория заказника находится на южном макросклоне Московской возвышенности в зоне распространения грядово-холмистых свежих, влажных и сырых моренных равнин. Абсолютные высоты территории изменяются от 202 м над уровнем моря (в долине реки Болденки) до 260 м над уровнем моря (привершинная поверхность холма). Кровля дочетвертичных пород местности представлена юрскими глинами и песками с фосфоритами и песчаниками.
Государственный природный заказник включает участок плоскохолмистой моренной равнины на левобережье реки Болденки и верхние части склонов её долины.
Участок № 1 располагается по большей части на пологонаклонной поверхности плосковершинного моренного холма и включает его северные и северо-восточные склоны. Абсолютные высоты на территории участка составляют 215—260 м над уровнем моря. Общая длина холма — около 3,5 км, ширина — около 2—2,5 км. Крутизна склонов — около 3—10°. Поверхности склонов холма сложены галечно-валунно-суглинистой мореной, перекрытой покровными суглинками. Холмистая равнина прорезается овражно-балочными эрозионными формами, долинами ручьев — левых притоков реки Болденки. Ширина днищ долин достигает 50—100 м. Участок № 2 включает фрагменты южного и восточного склонов описанного выше холма на абсолютных высотах 233—257 м над у.м. Восточная часть участка включает верхнюю часть плоскодонной долины ручья с эрозионной рытвиной, выработанной постоянным водотоком. Ширина долины достигает 500 м, высота бортов — 5 м.
Небольшие по площади участки № 3 и 4 расположились в средней части восточного склона холма (245—253 м над уровнем моря), направленного в сторону реки Болденки. Уклоны суглинистых поверхностей составляют здесь 3—5°. Участок № 5 также расположен на склоне восточной экспозиции и включает помимо поверхности холмистой моренной равнины фрагменты левобережных бортов долины реки Болденки. Абсолютные высоты на участке изменяются от 202 м над уровнем моря до 245 м над уровнем моря. На склонах широко развиты дефлюкционные и делювиальные процессы. Здесь распространены эрозионные ложбины шириной около 10-20 м и глубиной до 1—2 м.
Гидрологический сток заказника направлен в реку Болденку, являющуюся правым притоком реки Нудоль (бассейн реки Истры). В днищах эрозионных форм заказника протекают постоянные и временные водотоки.
Почвенный покров на территории заказника представлен преимущественно дерново-подзолистыми почвами, по понижениям встречаются дерново-подзолисто-глеевые почвы.

### Флора и растительность
На территории заказника распространены елово-мелколиственные и мелколиственно-еловые леса с дубом, местами — с кленом платановидным. Встречаются лесокультуры ели, в том числе под пологом мелколиственных насаждений, а также поврежденные короедом-типографом распавшиеся старые ельники и вырубки на их месте.
На участке № 1 заказника в квартале 46 Октябрьского участкового лесничества Савельевского лесничества наиболее сложную структуру имеют старовозрастные осиново-березовые со вторым ярусом из ели и мелколиственно-еловые леса с дубом, занимающие основную площадь в заказнике. Возраст дуба, берез, осин и елей в этих лесах достигает 80—100 лет, диаметр стволов у таких деревьев достигает обычно 60—70 см. В первом ярусе господствуют в основном старые березы и осины, ель встречается как в первом (единично или группами), так и во втором ярусе (массово) и разновозрастном подросте. Дуб также нередко выходит в первый ярус, есть деревья дуба с диаметром ствола до 80 см. Клен платановидный обычно участвует во втором ярусе и широко встречается в виде подроста. Из кустарников кроме лещины отмечены жимолость лесная, бересклет бородавчатый, калина и волчеягодник, или Волчье лыко обыкновенное (редкий и уязвимый вид, не включенный в Красную книгу Московской области, но нуждающийся на её территории в постоянном контроле и наблюдении).
Елово-мелколиственные и мелколиственно-еловые леса с дубом лещиновые представлены на участке кислично-папоротниково-широкотравными типами с зеленчуком жёлтым, копытнем европейским, снытью обыкновенной, медуницей неясной, осокой волосистой. В травостое участвуют также осока лесная, щитовники мужской, картузианский и распростёртый, лютик кашубский, фиалка удивительная, борец северный. Есть участки с доминированием пролесника многолетнего. Местами в березово-еловых лесах единично или обильно встречается подлесник европейский, занесенный в Красную книгу Московской области. На опушках березовых лесов встречается колокольчик персиколистный (редкий и уязвимый вид, не включенный в Красную книгу Московской области, но нуждающийся на её территории в постоянном контроле и наблюдении).
Встречаются также березово-еловые и еловые леса лещиновые кислично-папоротниковые с черникой, где растут живучка ползучая, мицелис стенной, кислица обыкновенная, майник двулистный, ожика волосистая, копытень, звездчатка жестколистная, хвощи лесной или луговой, осоки лесная и пальчатая, различные папоротники, в том числе щитовники, кочедыжник, голокучник Линнея и фегоптерис связывающий, изредка встречается вероника лекарственная, бор развесистый, коротконожка лесная. На почве развит моховой покров (40—60 %) из нежных дубравных мхов (атрихум, мниум, плагиомниум), эуринхиума и печеночников (плагиохилла). В межхолмовых понижениях есть участки мелколиственно-еловых с группами ольхи серой и подростом черемухи папоротниково-широкотравно-влажнотравных и папоротниково-хвощево-широкотравно-влажнотравных лесов с кочедыжником женским, щучкой дернистой, чистецом лесным, овсяницей гигантской и таволгой вязолистной по прогалинам.
Старовозрастные чистые еловые леса в настоящее время практически повсеместно усохли в результате повреждения короедом-типографом. На их месте разрастается лещина, малина, сныть, папоротники, крапива и звездчатка дубравная. Ветви упавших елей на границе сухостоев и сохранившихся участков леса густо покрыты лишайниками из рода гипогимния, единично встречаются эверния многообразная, уснея жестковолосатая (занесена в Красную книгу Московской области) и редкая для области бриория буроватая. В 64 квартале имеется обширная, зарастающая подростом деревьев и кустарников вырубка.
Лесокультуры ели различного возраста редкотравные с живучкой, зеленчуком, копытнем, щитовником картузианским, вероникой лекарственной занимают незначительные площади в этом участке заказника. Есть загущенные мертвопокровные лесокультуры. Встречаются посадки ели под пологом мелколиственных пород.
В балке, прорезающей леса квартала 64, произрастают мелколиственные, реже — смешанные леса с участием ели, ольхи серой, черемухи, дуба, березы и осины папоротниково-влажнотравные с рябиной, ивой козьей, лещиной, малиной, ивой пепельной. В напочвенном покрове склоновых лесов обильно широкотравье (сныть, зеленчук, осока волосистая), для днищ характерно влажнотравье (камыш лесной, таволга вязолистная, бодяк овощной, хвощ лесной, дудник лесной) и крапива, изредка встречается колокольчик широколистный (редкий и уязвимый вид, не включенный в Красную книгу Московской области, но нуждающийся на её территории в постоянном контроле и наблюдении). В некоторых балках также встречен подрост вяза голого. Там, где балки слабо врезаны, заметную роль играет ель.
В понижениях сформировались небольшие лесные серовейниковые болотца с ивой пепельной и березовые с ольхой серой заболоченные леса с таволгой, камышом лесным, осоками и хвощами. Встречаются понижения с осоками пузырчатой и острой, сфагновыми мхами, сабельником, пасленом сладко-горьким, вехом ядовитым, или цикутой, ежеголовником малым и вейником сероватым.
На поляне рядом с автодорогой и лесных опушках представлена луговая растительность с полевицами тонкой и собачьей, вейником наземным, зверобоем пятнистым, лапчаткой прямостоячей, сивцом луговым, буквицей лекарственной, горцом змеиным, осоками чёрной и бледноватой и вербейником обыкновенным. В понижениях присутствуют виды ситников, осока пузырчатая и зеленые влаголюбивые мхи.
Небольшой пруд окружают узкие полосы заболоченного луга и низинного камышово-серовейникового болота с кустарниковыми ивами — пепельной и трехтычинковой. В пруду по берегам растут осоки острая и сытевидная, сабельник болотный, хвощ речной, камыш лесной, рогоз широколистный, телиптерис болотный, двукисточник тростниковидный, зюзник европейский. В воде обильна пузырчатка обыкновенная, элодея канадская, водокрас и ряска малая.
На участке № 2 в квартале 10 Октябрьского участкового лесничества представлены старовозрастные еловые леса с дубом, березой и осиной с диаметрами стволов около 50—60 см лещиновые кислично-папоротниково-широкотравные. Здесь также имеются участки спелых осинников с елью лещиновых кислично-широкотравно-папоротниковых со снытью, зеленчуком, хвощем луговым, звездчаткой дубравной, щитовниками картузианским и мужским, кочедыжником женским, голокучником Линнея. На старых, заросших лещиной вырубках сохранились отдельные деревья дуба с диаметром стволов до 100 см, единичные старые ели и осины (диаметр стволов — 50—55 см). Здесь обилен подрост клёна платановидного, встречаются молодые клёны с диаметром стволов около 20—25 см.
По склонам балок и их отвершкам растут старые ели, березы и осины, по бровкам — дубы. Из кустарников преобладают лещина и бересклет бородавчатый. В травяном покрове доминируют сныть, осока волосистая и зеленчук жёлтый. На мшистых основаниях деревьев и упавших стволах обильны виды пельтигеры. Днища балок занимают влажнотравные, сырые и заболоченные луга с участками низинных болотец, где встречаются камыш лесной, двукисточник тростниковидный. Таволга вязолистная, крапива, осоки острая и пузырчатая.
На небольших по площади участках 3, 4 и 5 развиты березово-еловые и елово-березовые с осиной, дубом и подростом клёна лещиновые кислично-папоротниково-широкотравные леса с вкраплениями более молодых березняков, осинников и зарастающих старых вырубок.

### Фауна
Животный мир заказника типичен для сообществ хвойных и смешанных лесов Московской области. Отсутствие синантропных видов в составе его фауны свидетельствует о высокой степени сохранности данного объекта. Основу фаунистического комплекса наземных позвоночных животных составляют характерные виды лесных местообитаний.
В заказнике отмечено обитание в общей сложности 50 видов наземных позвоночных животных — трех видов амфибий, одного вида рептилий, 34 видов птиц, 12 видов млекопитающих.
Всего на территории заказника выделяются два основных зоокомплекса (зооформации) наземных позвоночных животных: хвойных и мелколиственных лесов.
Участки заказника, разделенные только неширокими линейными объектами, являются экологически целостными с точки зрения населяющей их фауны. Ниже приводится единое описание для всей территории заказника.
Абсолютно преобладает в заказнике зооформация хвойных лесов, представленных в заказнике ельниками и еловыми лесопосадками. Для данной зооформации типичны следующие виды животных: лесная куница, рыжая полевка, обыкновенная белка, обыкновенная кукушка, большой пестрый дятел, желна, крапивник, ворон, сойка, желтоголовый королек, обыкновенный поползень, пищуха, пухляк, малая мухоловка; из амфибий с хвойными лесами связана серая жаба. С еловыми лесами заказника связана и кедровка, вид птиц, занесенный в Красную книгу Московской области.
Участки мелколиственных лесов, преимущественно представленных березняками, в меньшей степени — осинниками, населяют обыкновенный крот, обыкновенный еж, малая лесная мышь, лесной конек, соловей, рябинник, белобровик, чёрный дрозд, вяхирь, зарянка, чечевица, иволга, черноголовая славка, пеночка-трещотка, зелёная пеночка, длиннохвостая синица, большая синица, мухоловка-пеструшка. Лиственные леса заказника являются также местом обитания европейской косули (редкий и уязвимый вид, не включенный в Красную книгу Московской области, но нуждающийся на территории области в постоянном контроле и наблюдении).
В лесах разных типов встречаются обыкновенная бурозубка, лось, заяц-беляк, ястреб-тетеревятник, зяблик, певчий дрозд, пеночка-весничка, пеночка-теньковка, зелёная пеночка, травяная и остромордая лягушки. Практически во всех типах местообитаний заказника обитают кабан и обыкновенная лисица.
По лесным опушкам встречается канюк; на хорошо прогреваемых лесных полянах и опушках обычна живородящая ящерица.

## Объекты особой охраны заказника
Охраняемые экосистемы: елово-мелколиственные и мелколиственно-еловые леса с дубом, кленом платановидным лещиновые кислично-папоротниково-широкотравные, смешанные леса балок, сырые и заболоченные луга.
Места произрастания охраняемых в Московской области, а также иных редких и уязвимых видов растений, лишайников и животных, зафиксированных на территории заказника, перечисленных ниже, а также европейской косули.
Охраняемые в Московской области, а также иные редкие и уязвимые виды растений:
- виды, занесенные в Красную книгу Московской области, — подлесник европейский;
- редкие и уязвимые виды, не включенные в Красную книгу Московской области, но нуждающиеся на территории области в постоянном контроле и наблюдении: волчеягодник обыкновенный, или волчье лыко, колокольчики персиколистный и широколистный.

Охраняемые в Московской области, а также иные редкие и уязвимые виды лишайников:
- виды, занесенные в Красную книгу Московской области: уснея жестковолосатая;
- иные редкие виды: бриория буроватая.

Виды животных, занесенные в Красную книгу Московской области: кедровка.